# Landkreis Heidekreis
Landkreis Heidekreis (do 31 lipca 2011 Landkreis Soltau-Fallingbostel) – powiat w niemieckim kraju związkowym Dolna Saksonia. Siedziba powiatu znajduje się w mieście Bad Fallingbostel.

## Historia
W Bergen niedaleko Bad Fallingbostel istniał obóz jeniecki Stalag XI B Fallingbostel położony na bagnistych, lesistych terenach, założony przez Wehrmacht w latach 1933–1938 dla przeciwników reżimu nazistowskiego, w latach 1940–1945 przekształcony w obóz przymusowej pracy. Był miejscem deportacji jeńców wojennych, od października 1944 żołnierzy AK i więźniów politycznych. Większość z nich została przeniesiona do podobozu Bergen-Belsen w tzw. marszu śmierci w styczniu 1944 po tym, jak obóz został przejęty przez SS. Został oswobodzony przez aliantów na początku kwietnia, a rozwiązany na początku maja 1945.

## Podział administracyjny
Powiat składa się z:
- pięciu miast
- trzech samodzielnych gmin (niem. Einheitsgemeinde)
- trzech gmin zbiorowych (Samtgemeinde)
- jednego okręgu wolnego administracyjnie (gemeindefreier Bezirk)

Miasta:
| Lp. | Nazwa miasta      | Ludność (31.12.2008) | Powierzchnia km² |
| --- | ----------------- | -------------------- | ---------------- |
| 1   | Bad Fallingbostel | 11.608               | 63,15            |
| 2   | Munster           | 16.564               | 193,42           |
| 3   | Schneverdingen    | 18.997               | 234,58           |
| 4   | Soltau            | 21.831               | 203,24           |
| 5   | Walsrode          | 31.059               | 334,68           |

Gminy samodzielne:
| Lp. | Nazwa gminy  | Ludność (31.12.2008) | Powierzchnia km² |
| --- | ------------ | -------------------- | ---------------- |
| 1   | Bispingen    | 6.256                | 128,55           |
| 2   | Neuenkirchen | 5.710                | 96,68            |
| 3   | Wietzendorf  | 4.104                | 106,88           |

Gminy zbiorowe:
| Lp. | Nazwa gminy  | Ludność (31.12.2008) | Powierzchnia km² | Liczba gmin |
| --- | ------------ | -------------------- | ---------------- | ----------- |
| 1   | Ahlden       | 6.971                | 84,79            | 5           |
| 2   | Rethem/Aller | 8.379                | 108,59           | 4           |
| 3   | Schwarmstedt | 12.192               | 140,96           | 5           |

Okręgi wolne administracyjnie:
| Lp. | Nazwa okręgu | Ludność (31.12.2008) | Powierzchnia km² |
| --- | ------------ | -------------------- | ---------------- |
| 1   | Osterheide   | 802                  | 177,99           |

## Zmiany administracyjne
1 stycznia 2020
- przyłączenie gminy Bomlitz do miasta Walsrode